# Liste des grands-rabbins de Tunisie
Le grand-rabbin de Tunisie est l'autorité suprême de la communauté juive de Tunisie.
Au départ, chaque communauté du pays est placée sous l'autorité d'un grand-rabbin, à l'exception de Tunis qui en compte deux : un grand-rabbin « tunisien » pour les Twânsa et un grand-rabbin « livournais » pour les Granas. Par la suite, les autorités n'en ont plus reconnu qu'un seul dans la capitale, auquel ils ont étendu le pouvoir à tout le pays. Il préside le tribunal rabbinique de Tunis jusqu'à ce que, le 27 septembre 1957, le président Habib Bourguiba décide sa dissolution.
Son salaire est payé par le gouvernement tunisien.

## Liste
- ?-1717 : Semah Sarfati
- 1717-1741 : Abraham Taïeb
- 1741-1774 : Messaoud-Raphaël El-Fassi
- 1774-1791 : Nathan Borgel
- 1791-1817 : Élie Borgel
- 1817-1830 : Isaac Taïeb
- 1830-1847 : Isaac Cohen II
- 1847-1860 : Josué Bessis (he)
- 1860-1864 : Abraham Cohen (he)
- 1864-1867 : Samuel Sfez
- 1867-1873 : Nathan Borgel II
- 1873-1880 : Abraham Hagège (he)
- 1880-1885 : Nathan Benattar
- 1885-1898 : Élie Borgel
- 1898-1900 : Mardochée Smaja
- 1900-1902 : Moshé Berrebi
- 1902-1917 : Eliaou Zerah
- 1917-1921 : Israël Zeïtoun
- 1921-1927 : Moshé Sitruk (he)
- 1928 : Nassim Yarhi
- 1928-1934 : Yossef Guez
- 1934-1939 : David Ktorza
- 1939-1947 : Haïm Bellaïche
- 1947-1955 : David Bembaron
- 1955-1974 : Meiss Cohen (he)
- 1974-1984 : Fraji Uzan
- 1984-2004 : Haïm Madar (he)
- depuis 2004 : Haïm Bitan